# Cairo (New York)
Cairo város az USA New York államában. Lakosainak száma 6644 fő (2020. április 1.).

## Népesség
A település népességének változása:

| 2010 | 6 670 |
| 2020 | 6 644 |